# Nagylepkék
A nagylepkék (Macrolepidoptera) a hagyományos felosztás szerint a lepkék (Lepidoptera) egyik alrendje volt – a másik alrendje a molylepkéké (Microlepidoptera) volt. A genetikai kutatások kimutatták, hogy mindkét taxon parafiletikus, ezért a modern, genetikai alapú rendszertanokban már egyik alrend sem szerepel. Mivel azonban gyakorlati szempontokból használatuk rendkívül kényelmes, a legtöbb lepkész továbbra is használja ezt a két csoportot – az ezeken belül elkülönített családok már monofiletikusak, és ez visszakapcsolja ezeket a nem rendszertani kategóriákat a genetikus rendszertanba.
Bár elnevezéseik arra utalnak, hogy a két csoport elkülönítésének alapja a méret volt, ez nem teljesen van így: némely, nagyobb molylepkék, például a rágóspillefélék (aranyszárnyú ősmolyok, Micropterigidae) nagyobbak, mint a kisebb termetű nagylepkék.

## Rendszertani felosztásuk
A korábban használatos rendszertani felosztás szerint a nagylepkék csoportja és családjaik között még egy szint szerepelt: a kategória, de ez a csoportosítás is parafiletikusnak bizonyult. A nagylepkéket zömmel a lepkék életmódja alapján két kategóriára osztották:
- nappali lepkék (Diurna)
- éjszakai lepkék (Heterocera)

## Származásuk, elterjedésük
A fajok többsége trópusi. A Szalkay József Magyar Lepkészeti Egyesület adatbázisa (2014. december) szerint hazánkban 1274 nagylepkefaj él.